# Reynaldo Hahn
Reynaldo Hahn foi um maestro, crítico musical e compositor francês (naturalizado em 1912), nascido em Caracas no dia 9 de agosto de 1874 e morto em Paris no dia 28 de janeiro de 1947.

## Biografia
Nascido de uma mãe venezuelana Elena Maria Echenaguera (1831-1912) e de um pai procedente de Hamburgo, Alemanha, Carlos Hahn, Reynaldo Hahn é o caçula de quatro irmãos (Herman, Federico, Carlos, Edouardo) e de cinco irmãs (Elisa, Elena, Isabel, Maria, Clavita). Carlos Hahn, tendo se estabelecido na Venezuela para fazer fortuna, tornou-se amigo e conselheiro do presidente Antonio Guzmán Blanco. Após o fim do mandato deste, sentindo-se ameaçado por seus inimigos, Carlos parte para Paris com toda sua família, em 1878; Reynaldo tem apenas três anos.

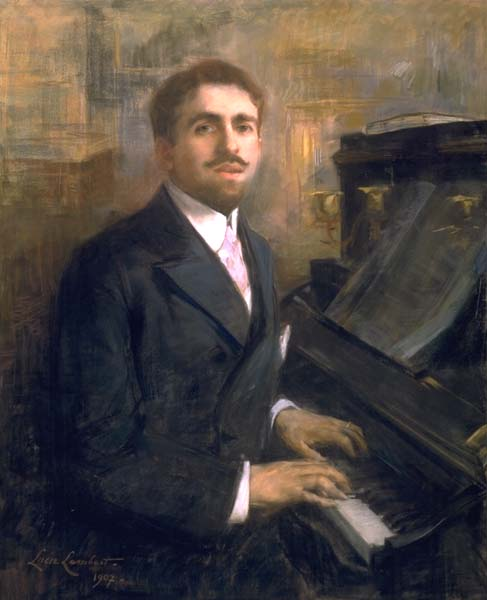
Reynaldo Hahn, por Lucie Lambert (1907).

Com pendores musicais, ingressa no Conservatório de Paris em outubro de 1885 tornando-se aluno de Albert Lavignac e de Jules Massenet em composição. Com treze anos, compõe uma célebre melodia Si mes vers avaient des ailes (Se meus versos tivessem asas). A partir de 1890, passa a freqüentar a família Daudet; é em sua casa que serão interpretadas pela primeira vez as Chansons grises na presença de Paul Verlaine.
Importunado por sua origem judaica, precisou deixar Paris em 1940, transladando-se para Cannes e, em seguida Monte-Carlo. Em 1945, de volta a Paris, é eleito membro da Académie des Beaux-Arts e  torna-se diretor da Ópera de Paris.
Com sua música voltada para o passado, é, para muitos, o músico da Belle Époque, o autor de encantadoras melodias e de operetas. Mas uma grande parte de sua obra está ainda por se descobrir, apresentando outras facetas de seu talento.
Proust escreveu em suas Crônicas : …este " genial instrumento da música " chamado Reynaldo Hahn consterna todos os corações, molha todos os olhos, no arrepio de admiração que propaga e que nos faz tremer, nos curva todos um após o outro, numa silenciosa e solene ondulação dos trigais sob o vento. » (Le Figaro, 11 mai 1903)

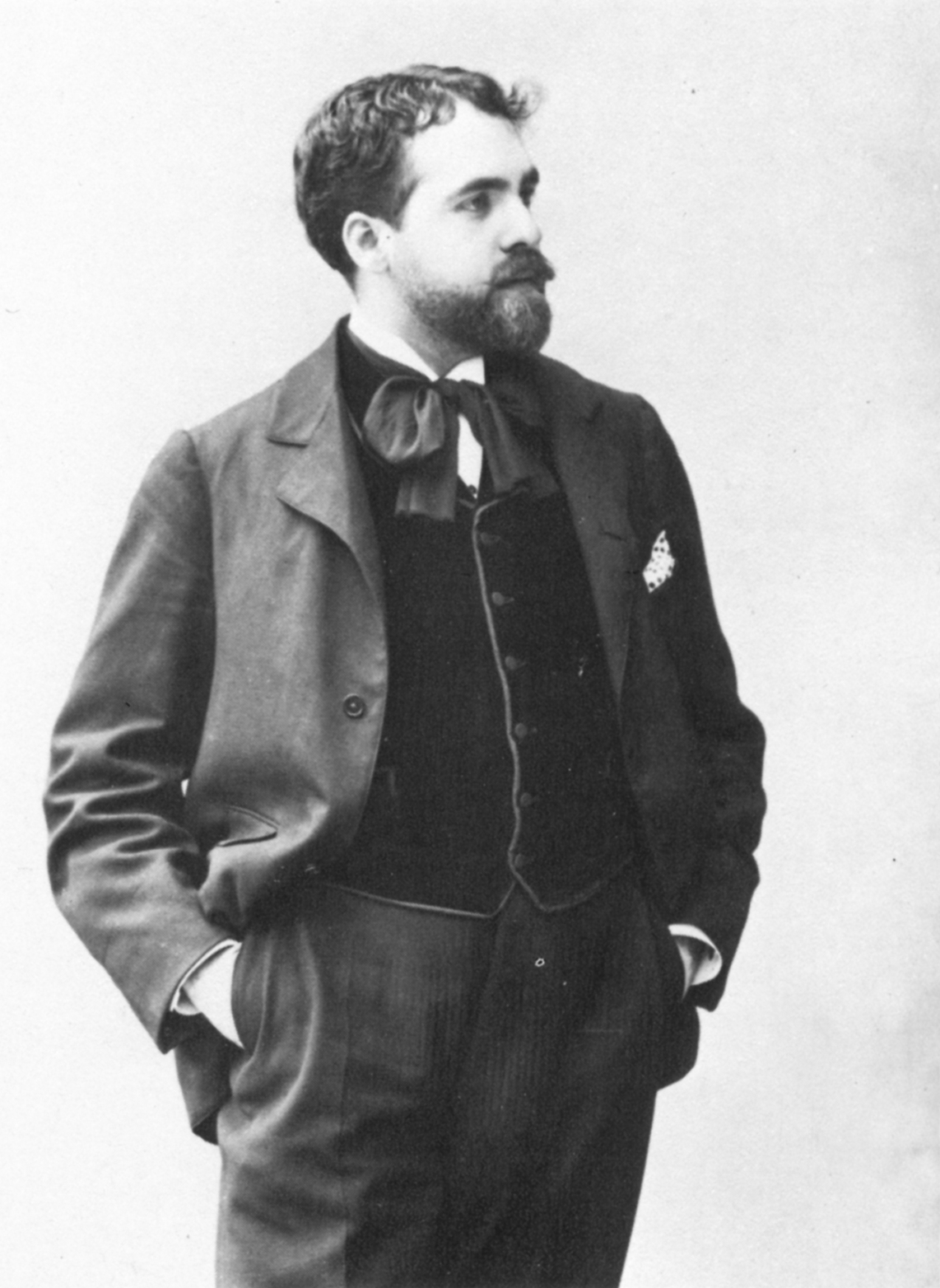
Reynaldo Hahn por Nadar.